# Костолна-при-Дунаю
Костолна-при-Дунаю (словац. Kostolná pri Dunaji) — село, громада округу Сенець, Братиславський край, південно-західна Словаччина. Кадастрова площа громади — 8,07 км².
Населення 715 осіб (станом на 31 грудня 2017 року).

## Історія
Костолна-при-Дунаю згадується 1332 року.

## Населення
| Рік:            | 1994. | 2004.   | 2014.    | 2024.    |
| --------------- | ----- | ------- | -------- | -------- |
| Кількість осіб: | 466   | 470     | 592      | 901      |
| Різниця:        |       | +0,85 % | +25,95 % | +52,19 % |

| Рік:            | 2023. | 2024.   |
| --------------- | ----- | ------- |
| Кількість осіб: | 873   | 901     |
| Різниця:        |       | +3,20 % |